# Puchar Świata w biegach narciarskich 2012/2013 – Lahti 2013
Dziesiąte zawody Pucharu Świata w biegach narciarskich w sezonie 2012/2013 odbyły się w fińskim Lahti. Konkurencje zostały rozegrane w dniach 9–10 marca 2013. Zawodnicy rywalizowali w dwóch konkurencjach indywidualnych: sprincie stylem dowolnym i oraz biegu dystansowym stylem klasycznym (15 km dla mężczyzn i 10 km dla kobiet).

## Program zawodów
| Dzień    | Konkurencja                   | Początek  | Liczba uczestników |
| -------- | ----------------------------- | --------- | ------------------ |
| 9 marca  | Sprint st. dowolnym kobiet    | 12:00 CET | 75                 |
| 9 marca  | Sprint st. dowolnym mężczyzn  | 12:36 CET | 86                 |
| 10 marca | 10 km st. klasycznym kobiet   | 10:00 CET | 65                 |
| 10 marca | 15 km st. klasycznym mężczyzn | 12:00 CET | 81                 |

## Wyniki

### Sprint kobiet
| Pozycja | Zawodniczka           | Reprezentacja     | Wynik        | Strata |
| ------- | --------------------- | ----------------- | ------------ | ------ |
| złoto   | Kikkan Randall        | Stany Zjednoczone | Finał        | 2:41,8 |
| srebro  | Marit Bjørgen         | Norwegia          | Finał        | +0,1   |
| brąz    | Alena Procházková     | Słowacja          | Finał        | +1,3   |
| 4.      | Britta Norgren        | Szwecja           | Finał        | +2,8   |
| 5.      | Riikka Sarasoja       | Finlandia         | Finał        | +16,0  |
| 6.      | Charlotte Kalla       | Szwecja           | Finał        | +20,8  |
|         |                       |                   |              |        |
| 7.      | Celine Brun-Lie       | Norwegia          | Półfinał (1) | —      |
| 8.      | Natalja Matwiejewa    | Rosja             | Półfinał (2) | —      |
| 9.      | Sadie Maubet Bjornsen | Stany Zjednoczone | Półfinał (1) | —      |
| 10.     | Justyna Kowalczyk     | Polska            | Półfinał (2) | —      |
| 11.     | Heidi Weng            | Norwegia          | Półfinał (2) | —      |
| 12.     | Hanna Kolb            | Niemcy            | Półfinał (6) | —      |

### Sprint mężczyzn
| Pozycja | Zawodnik               | Reprezentacja | Wynik        | Strata |
| ------- | ---------------------- | ------------- | ------------ | ------ |
| złoto   | Emil Jönsson           | Szwecja       | Finał        | 2:26,9 |
| srebro  | Ola Vigen Hattestad    | Norwegia      | Finał        | +0,7   |
| brąz    | Finn Hågen Krogh       | Norwegia      | Finał        | +0,9   |
| 4.      | Nikołaj Czebot´ko      | Kazachstan    | Finał        | +1,0   |
| 5.      | Gleb Rietiwych         | Rosja         | Finał        | +1,9   |
| 6.      | Anton Gafarow          | Rosja         | Finał        | +3,0   |
|         |                        |               |              |        |
| 7.      | Jovian Hediger         | Szwajcaria    | Półfinał (1) | —      |
| 8.      | Len Väljas             | Kanada        | Półfinał (1) | —      |
| 9.      | Nikołaj Moriłow        | Rosja         | Półfinał (1) | —      |
| 10.     | Sindre Bjørnestad Skar | Norwegia      | Półfinał (2) | —      |
| 11.     | Anssi Pentsinen        | Finlandia     | Półfinał (2) | —      |
| 12.     | Anton Lindblad         | Szwecja       | Półfinał (1) | —      |
| ...     |                        |               |              |        |
| 61.     | Konrad Motor           | Polska        | Eliminacje   | —      |
| 76.     | Maciej Kreczmer        | Polska        | Eliminacje   | —      |

### 10 km kobiet
| Pozycja | Zawodniczka         | Reprezentacja | Wynik   | Strata  |
| ------- | ------------------- | ------------- | ------- | ------- |
| złoto   | Justyna Kowalczyk   | Polska        | 25:38,9 | —       |
| srebro  | Marit Bjørgen       | Norwegia      | 26:02,0 | +23,1   |
| brąz    | Heidi Weng          | Norwegia      | 26:04,4 | +25,5   |
| 4.      | Therese Johaug      | Norwegia      | 26:07,1 | +28,2   |
| 5.      | Kerttu Niskanen     | Finlandia     | 26:34,1 | +55,2   |
| 6.      | Krista Lähteenmäki  | Finlandia     | 26:40,1 | +1:01,2 |
| 7.      | Charlotte Kalla     | Szwecja       | 26:46,9 | +1:08,0 |
| 8.      | Aino-Kaisa Saarinen | Finlandia     | 26:47,1 | +1:08,2 |
| 9.      | Astrid Jacobsen     | Norwegia      | 26:48,2 | +1:09,3 |
| 10.     | Olga Kuziukowa      | Rosja         | 26:59,4 | +1:20,5 |

### 15 km mężczyzn
| Pozycja | Zawodnik                 | Reprezentacja | Wynik   | Strata  |
| ------- | ------------------------ | ------------- | ------- | ------- |
| złoto   | Petter Northug           | Norwegia      | 34:35,6 | —       |
| srebro  | Aleksiej Połtoranin      | Kazachstan    | 35:07,3 | +31,7   |
| brąz    | Martin Johnsrud Sundby   | Norwegia      | 35:10,7 | +35,1   |
| 4.      | Lukáš Bauer              | Czechy        | 35:18,6 | +43,1   |
| 5.      | Tobias Angerer           | Niemcy        | 35:26,7 | +51,2   |
| 6.      | Dietmar Nöckler          | Włochy        | 35:29,9 | +54,3   |
| 7.      | Daniel Richardsson       | Szwecja       | 35:34,9 | +59,3   |
| 8.      | Aleksandr Legkow         | Rosja         | 35:37,9 | +1:02,3 |
| 9.      | Aleksandr Biessmiertnych | Rosja         | 35:43,1 | +1:07,5 |
| 10.     | Calle Halfvarsson        | Szwecja       | 35:46,4 | +1:10,8 |
| ...     |                          |               |         |         |
| 21.     | Maciej Kreczmer          | Polska        | 36:03,5 | +1:27,9 |
| 73.     | Konrad Motor             | Polska        | 38:24,5 | +3:48,9 |